# Saint-Gladie-Arrive-Munein
Saint-Gladie-Arrive-Munein é uma comuna francesa na região administrativa da Nova Aquitânia, no departamento dos Pirenéus Atlânticos. Estende-se por uma área de 6,53 km². Em 2010 a comuna tinha 204 habitantes (densidade: 31,2 hab./km²).